# قصور آل محي
قصور آل محي هو معلم تاريخي في محافظة تربة بمنطقة مكة غرب المملكة العربية السعودية.

## الموقع
يقع قصور آل محي على شمال القادم من الخرمة إلى تربه قبل محافظة تربه بثلاثة كيلو مترات.

## البناء
بنيت قصور آل محي حوالي عام١٢٠٠هـ/١٧٨٥م، وقد أحيطت قصور آل محي بسور كبير له باب كبير يقع بالجهة الشرقية وقد صنع من الخشب وله ضبة كبيرة لا يمكن كسرها عند إغلاقها بإحكام كما بنيت عدة قلاع من جميع جهات السور. استخدم 21 جذع نخلة في سقف القصر بالإضافة غلى وضعها على حواف الجدران ثم غطيت بجريد النخل وبني فوقها طبقة من الطين. قسم البناء غلى خمسة أجزاء تسكنها خمسة عوائل هي بنو حمد - بنو هندي - بنو حسين - بنو مشرع - راجح بن ظاهر.

## التاريخ
ارتبط ذكر قصور آل محي بمعارك خاضها البقوم ضد حملات محمد علي باشا حيث انتهت بانتصار البقوم وطرده من المنطقة.

## الوضع الحالي
أصيبت أجزاء كبيرة من قصور آل محي بالانهيار نتيجة لعوامل الجو وإهمال الترميم.